# NGC 5552
NGC 5552 (ook: NGC 5558) is een spiraalvormig sterrenstelsel in het sterrenbeeld Maagd. Het hemelobject werd op 8 mei 1864 ontdekt door de Duitse astronoom Albert Marth.

## Synoniemen
- ZWG 47.4
- PGC 51140